# Hrđavica
Hrđavica odnosno Rđavica  (mađ. Hergjevica, Hergyavicza, Hergyevica tanya;, a od 1905. do 2000-ih, Kovács-tanyák) je selo u jugoistočnoj Mađarskoj.

## Zemljopisni položaj
8 je kilometara jugozapadno od uže jezgre Jankovca, Borota (Gospodska Pustara, Velika Pustara) je zapadno, Salašica je istočno, Miljkut je jugoistočno, Tataza i Matević su južno, Gornji Sveti Ivan je jugozapadno.

## Upravna organizacija
Nalazi se u jankovačkoj mikroregiji u Bačko-kiškunskoj županiji. Upravno pripada naselju Jankovcu, a uz ovo selo to su još i Rogožnjača (mađ.  Gyékényes), Kecskés, Kiserdő, Parcelok, Gebeljaroš (mađ. Göböljárás), a nekada i Mirgeš (mađ. Mérges) i Šimlak (mađ. Sömlék).
Poštanski broj je 6440.
2001. je godine Hrđavica imala 5 stanovnika.

## Promet
Nalazi se uz cestovnu prometnicu koja vodi od Jankovca prema Čavolju.